# Castelnuovo Parano
Castelnuovo Parano là một đô thị ở tỉnh Frosinone trong vùng Lazio, có vị trí cách khoảng 120 km về phía đông nam của Roma và khoảng 45 km về phía đông nam của Frosinone. Tại thời điểm ngày 31 tháng 12 năm 2004, đô thị này có dân số 883 người và diện tích là 10 km².
Castelnuovo Parano giáp các đô thị: Ausonia, Coreno Ausonio, Esperia, San Giorgio a Liri, Vallemaio.